# Nhà hát Orpheum (Los Angeles)

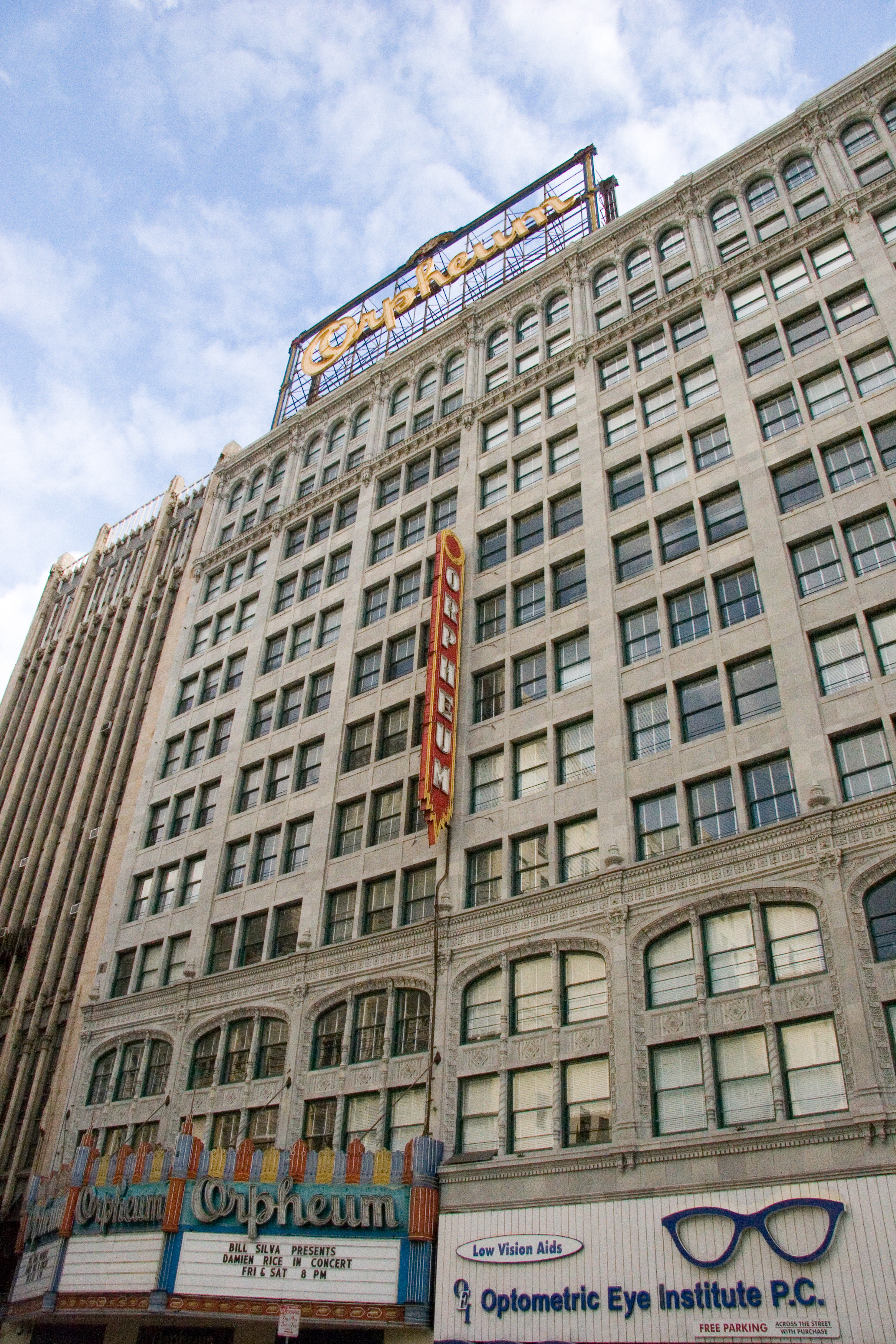
The Orpheum Theatre building.

Nhà hát Orpheum nằm ở Broadway ở trung tâm thành phố Los Angeles, California, khai trương ngày 15 tháng 2 năm 1926 là công trình thứ tư (công trình cuối cùng) xây dựng trên Đại lộ Los Angeles của Công ty tạp kĩ Orpheum Circuit, Inc. Hệ thống Orpheum tái khởi động vào đầu năm 1989 với số vốn nâng cấp chỉ $3.000.000, đây là một trong những rạp chiếu phim cổ nhất được phục tráng trong thành phố này.
Mặt chính của rạp hát do kiến trúc sư G. Albert Lansburgh thiết kế theo kiến trúc Beaux Arts. Năm 1928, cho lắp đặt một cái đàn ống hiệu Wurlitzer, hiện còn một trong ba cái ống ở Đại lộ Nam California.

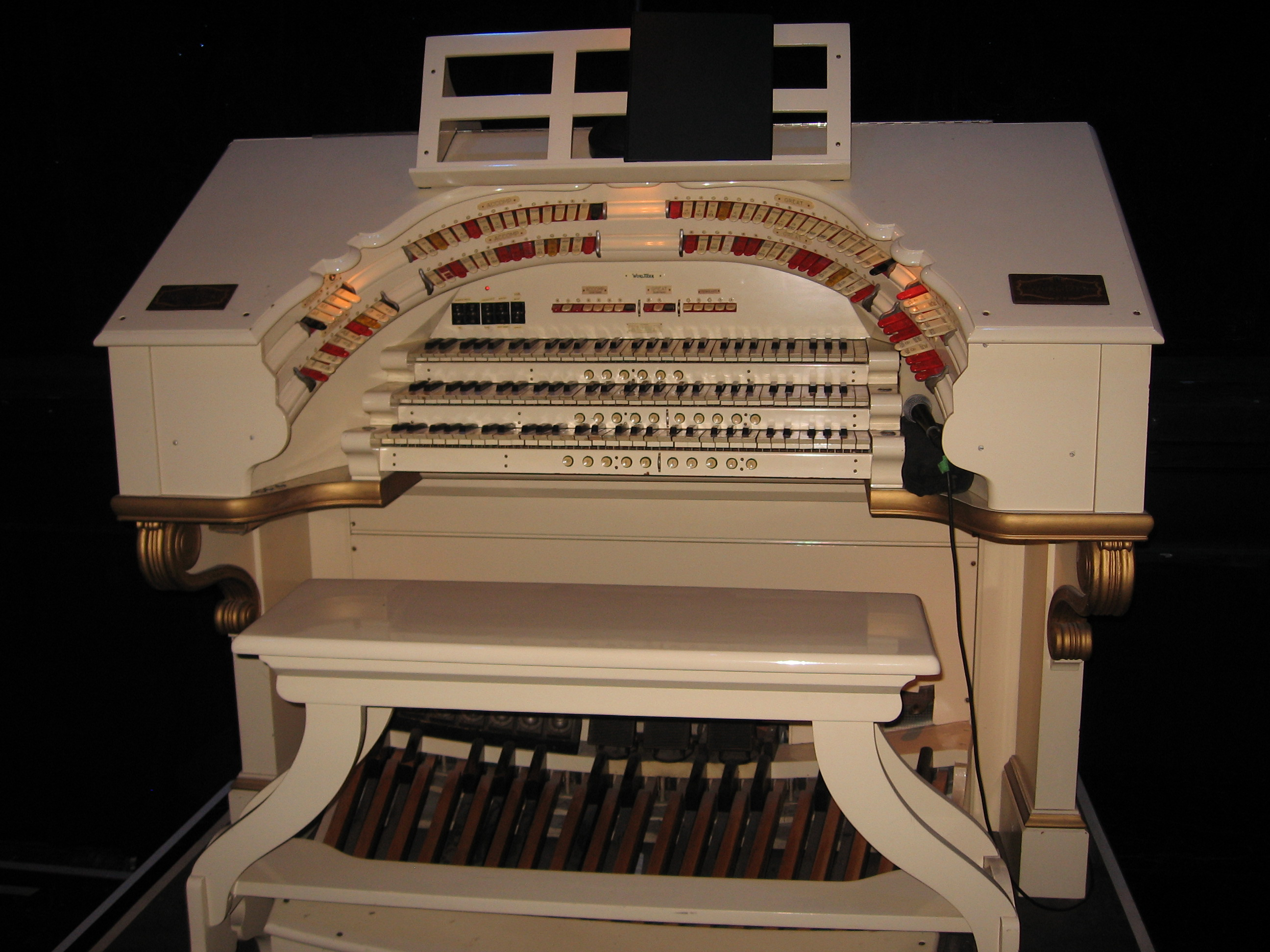
Wurlitzer theatre organ console.

Ngay sau khi khánh thành, đây là nơi bà hề Sally Rand, anh em nhà Marx, Will Rogers, Judy Garland (hát cùng với gia đình, nghệ danh là Francis "Baby" Gumm) và nghệ sĩ hài Jack Benny, ca sĩ nhạc jazz Lena Horne, Ella Fitzgerald, Duke Ellington.. thường xuyên lui tới biểu diễn. Trong thập niên 1960, nhà hát tổ chức thêm các đêm ca nhạc về thể loại Rock&Roll với sự tham gia của Little Richard, Aretha Franklin và Stevie Wonder. Nhà hát Orpheum phục chế ngày nay nằm ngay trên lộ, chuyên phục vụ các buổi giao hưởng trực tiếp, công chiếu phim và nơi chụp hình cũng như là một trường quay mini. Đã từng là phim trường của American Idol, phim The Last Action Hero (tựa tiếng Việt: Kẻ hành động) Transformers (tựa tiếng Việt: Rôbốt Đại chiến). Năm 2007, nhà hát này xuất hiện trong phim Alvin and the Chipmunks movie (tựa tiếng Việt: Alvin Siêu quậy). Năm 2007-2008 với phim In Search of a Midnight Kiss (tạm dịch: Truy tìm nụ hôn khuya, Wilson (Scoot McNairy thủ diễn) và Vivian (Sara Simmonds) đột nhập vào nhà hát Orpheum trong "cuộc hẹn đầu". Ban nhạc HIM của Phần Lan thu âm trực tiếp tại đây cho CD/DVD Digital Versatile Doom.
Nhà hát được đặt tên theo vị thần Orpheus của Hy Lạp cổ đại.